# Manlio Di Stefano
Manlio Di Stefano (Palermo, 16 maggio 1981) è un politico italiano, dal 13 giugno 2018 al 22 ottobre 2022 è stato sottosegretario di Stato al Ministero degli affari esteri nei governi Conte I e II e Draghi.
Dal 21 marzo 2013 al 22 marzo 2018 è stato capogruppo del Movimento 5 Stelle nella III Commissione Affari Esteri e Comunitari e delegato italiano presso il Consiglio d'Europa nella commissione Migranti, Rifugiati e Sfollati.

## Biografia
Nato a Palermo il 16 maggio 1981, da madre insegnante e padre direttore d'azienda, frequenta il liceo scientifico e consegue nella sua città la laurea triennale in Ingegneria informatica nel 2006. Nello stesso anno si trasferisce a Milano dove lavora per Accenture Technology Solutions con la qualifica di consulente di Business Intelligence. Dal 2009 collabora con l'associazione AMKA Onlus in progetti di sviluppo sostenibile per il sud del mondo.
Si avvicina all'attivismo alla nascita del blog beppegrillo.it e partecipa ai V-Day del 2007 e 2008. È presente al Teatro Smeraldo il 4 ottobre 2009 per la nascita del Movimento 5 Stelle (M5S) e da allora collabora dapprima con il MU1 al progetto Gruppi di Quartiere e poi con la lista civica M5S per le elezioni regionali in Lombardia del 2010. L'anno seguente si candida con la stessa lista alle elezioni amministrative del Comune di Milano del 2011 ma non viene eletto.

### Elezione a deputato

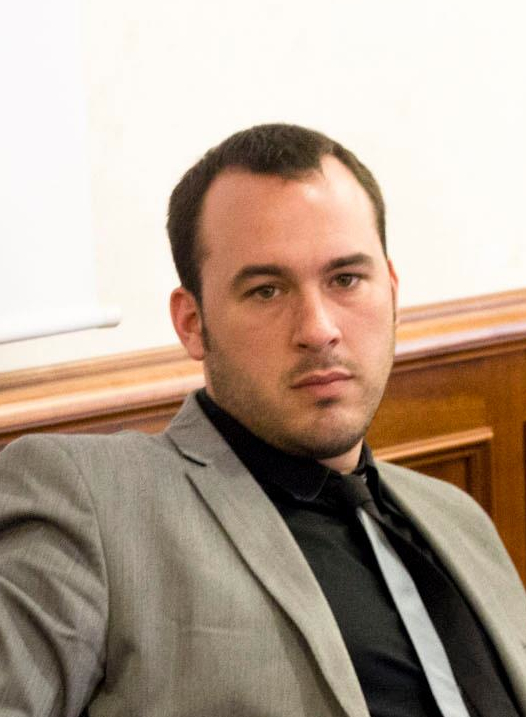
Manlio Di Stefano nel 2013

Alle elezioni politiche del 2013 viene candidato alla Camera dei deputati, tra le liste del Movimento 5 Stelle, ed eletto deputato. Successivamente viene eletto capogruppo del Movimento 5 Stelle in III Commissione Affari Esteri e Comunitari e delegato italiano presso il Consiglio d'Europa in Commissione Migranti, Rifugiati e Sfollati.
In questa sede si occupa principalmente di protezione internazionale, richiedenti asilo, minori migranti e minori apolidi e vede l'approvazione di due suoi rapporti dal titolo "The need to eradicate statelessness of children" e "Harmonising the protection of unaccompanied minors in Europe".
Diviene, in seguito, Presidente del Sub-Committee on Refugee and Migrant Children and Young People.
Il 17 luglio 2015 viene nominato responsabile nazionale dell'applicazione LEX Parlamento facente parte della piattaforma Rousseau, qualifica che terrà fino alla cessazione del servizio avvenuta nel 2021.
Nella primavera 2017 diviene Responsabile del programma di Governo di politica estera del M5S.

### Sottosegretario gli affari esteri
Alle elezioni politiche del 2018 viene ricandidato alla Camera nel collegio uninominale di Milano-San Siro, dove risulta non eletto. Viene comunque rieletto deputato in virtù della candidatura nel collegio plurinominale Lombardia 1 - 03.
In seguito alla nascita del governo Conte I tra il Movimento 5 Stelle e la Lega, il 13 giugno 2018 viene nominato dal Consiglio dei ministri sottosegretario di Stato al Ministero degli affari esteri e della cooperazione internazionale, con deleghe principali all'Internazionalizzazione delle Imprese e i rapporti bilaterali con i paesi dell'ASIA. Manterrà la carica anche nel Governo Conte II e nel Governo Draghi, dove, insieme al Ministro Luigi Di Maio, è l'ideatore e promotore del Patto per l'Export.
Considerato molto vicino all'ex capo politico del Movimento 5 Stelle Luigi Di Maio, l'11 dicembre 2021 viene nominato membro del Comitato per i rapporti europei e internazionali del Movimento 5 Stelle, facente parte della nuova struttura organizzativa ideata da Giuseppe Conte.
Il 21 giugno 2022 segue la scissione di Luigi Di Maio dal Movimento 5 Stelle, a seguito dei contrasti tra lui e il presidente del M5S Giuseppe Conte, per aderire a Insieme per il futuro (Ipf).
Alle elezioni politiche anticipate del 25 settembre 2022 viene ricandidato alla Camera per la lista elettorale di Ipf Impegno Civico-Centro Democratico di Tabacci e Di Maio (IC-CD), come capolista nel collegio plurinominale Lombardia 1 - 02, ma non viene rieletto anche perché la nuova formazione non supera la soglia di sbarramento del 3%.

## Posizioni politiche
Inizialmente vicino alle posizioni di Alessandro Di Battista, sosteneva la Russia di Vladimir Putin e il Venezuela di Hugo Chávez e di Nicolas Maduro . In seguito ha abbracciato istanze atlantiste seguendo Luigi Di Maio.